# Doliops edithae
Doliops edithae là một loài bọ cánh cứng trong họ Cerambycidae.